# Wohnsiedlung Heiligfeld III
Die Wohnsiedlung Heiligfeld III von Albert Heinrich Steiner ist eine kommunale Wohnsiedlung der Stadt Zürich im Sihlfeld. Die ersten Wohnhochhäuser der Stadt Zürich wurden ab 1954 bezogen.

## Geschichte
Nach dem Zweiten Weltkrieg bestand ein grosser Mangel an kostengünstigem Wohnraum. Bauen war während des Kriegs teuer geworden, weil Arbeiter und Material fehlten. Der kommunale Wohnungsbau wurde deshalb nach dem Krieg wieder aufgenommen. Nach Heiligfeld I und II entstand eine weitere Siedlung im Sihlfeld, die Heiligfeld III genannt wurde.

## Bauwerk
Die Siedlung liegt zwischen Letzigrund und der Brahmsstrasse am Rande des Parks Heiligfeld, der auf einer aufgefüllten Kiesgrube angelegt wurde. Sie besteht aus drei Gruppen, die jeweils aus einem achtstöckigen Hochhaus, einem vierstöckigen Mehrfamilienhaus und einstöckigen Gewerberäumen und Garagen bestehen. In der Überbauung sind 151 Wohnungen untergebracht – mehrheitlich 2-, 3- und 4-Zimmer-Wohnungen. Die Aufteilung der Wohnungen wurde während der Sanierung in den Jahren 1999 und 2000 den veränderten Bedürfnissen angepasst.

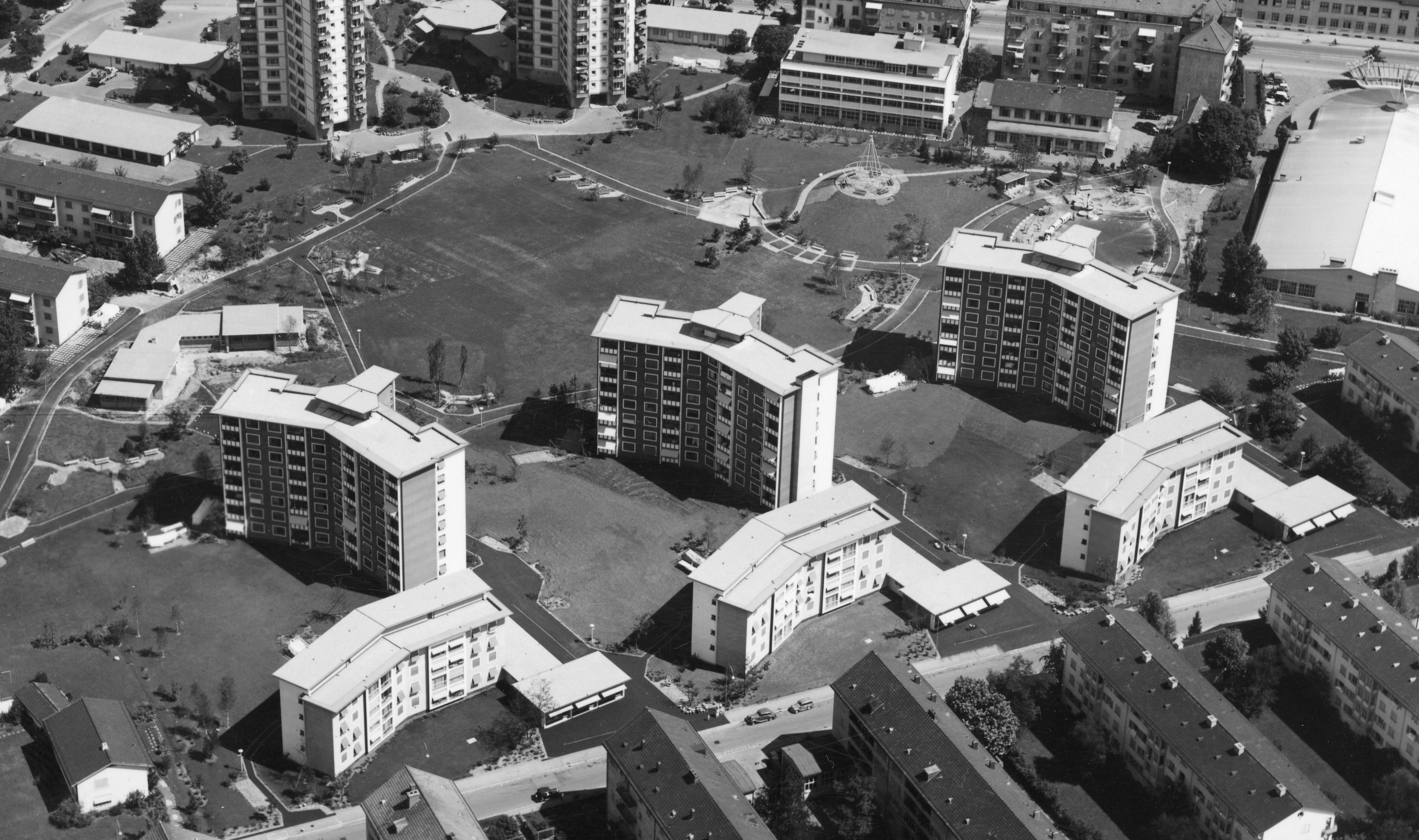
Luftbild von 1955